# ورنكية
الفصيلة الورنكية أو الورانك أو الليائيات (الاسم العلمي: Rajidae) (بالإنجليزية: Skates)‏ هي فصيلة من الأسماك تتبع رتبة ورنكيات الشكل من طائفة الأسماك الغضروفية. الوَرْنك  أو اللياء أو السَفَن هو اسم لفصيلة من الأسماك ذات الأجسام المفلطحة، والتي تملك زعانف صدرية كبيرة وممتدة كالأجنحة وذيولاً نحيلة. يَتغذى الورنك على بعض الأسماك الأخرى مثل سمك الكلب والشفنين والقشريات والرخويات. وبالنسبة للبشر فتعد أسماك الورنك من الأطعمة الشائعة والقيمة، وهي من الأطعمة الهامة في بعض الدول مثل كندا. يُمكن أن يَصل طول بعض أنواع الورنك إلى 2.5 متر.

## التهديد
معدل نمو أسماك الورنك بطيء، وبما أن وقت البلوغ متأخر فإن معدل تكاثرها - بالنتيجة - بطيء أيضاً. كنتيجة لهذا فالورنك معرض للهجوم من إفراط الصيد، ويَبدو أنه قد حصل إفراط في صيد الورنك يُعاني بسببه من نقص في أعداده في العديد من مناطق العالم. ورنك باب الحظيرة مسجل حالياً في قائمة الاتحاد العالمي للحفاظ على الطبيعة ومواردها كحيوان حساس بسبب الصيد المفرط الكبير له.
في عام 2010، أضاف السلام الأخضر الدولي ورنك باب الحظيرة وورنك أنف الزجاجة والورنك مبقع الظهر والورنك المالطي إلى قائمته الحمراء لأطعمة البحار. «قائمة السلام الأخضر الدولي الحمراء لأطعمة البحار هي قائمة لأسماك تباع على نحو شائع في الأسواق حول العالم وتملك خطراً عالياً جداً بأن يَتم استئصالها من قبل الصيادين غير القانونيين».

## الفرق بين الورنك والشفنين البحري

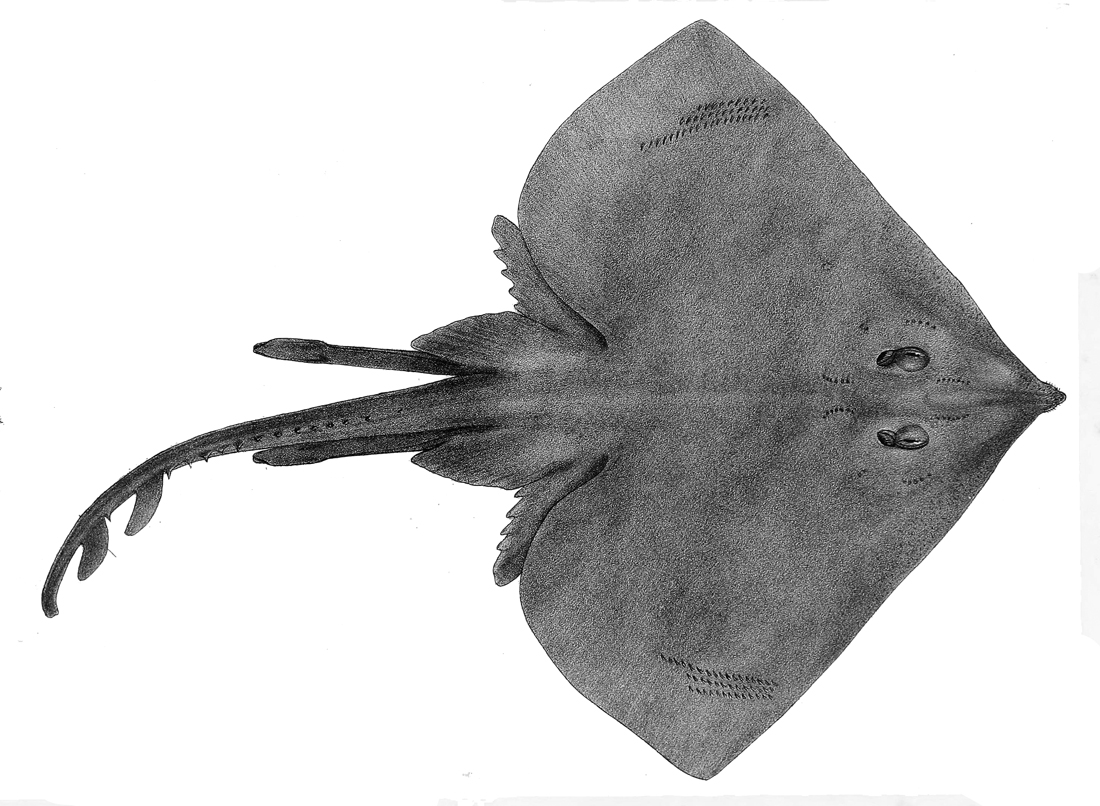
وَرْنك

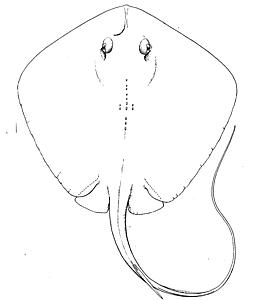
شِفنين بحريّ

لا يُوجد فرق علمي حقيقي بين الورنك والشفنين، لكن هناك بعض الفروقات الطفيفة. فمثلاً، تملك الشفانين عموماً ذيولاً انسيابية مزودة بشوكة سامة واحدة أو أكثر، بينما تملك أسماك الورنك ذيولاً أثقل وأثخن مزودة بزعانف صغيرة. كما أن أشكال أجسام الشفانين تكون أشبه بالطائرات الورقية، في حين تكون أجسام الورنك أكثر دائرية. لكن بالرغم من هذا، هناك دائماً استثناءات، فمثلاً يَملك كلا شفنين أعماق البحر والشفنين الكهربائي زعانفاً على الذيل. يُوجد أيضاً بعض الفرق بالحجم بين النوعين، فعموماً يَتراوح حجم أسماك الورنك من 40 سم إلى 2.5، بينما يُمكن للشفانين أن تنمو إلى أحجام ضخمة. فبعض أنواعها يُمكن أن يَصل عرضها إلى 7 أمتار، ووزنها إلى أطنان عديدة.

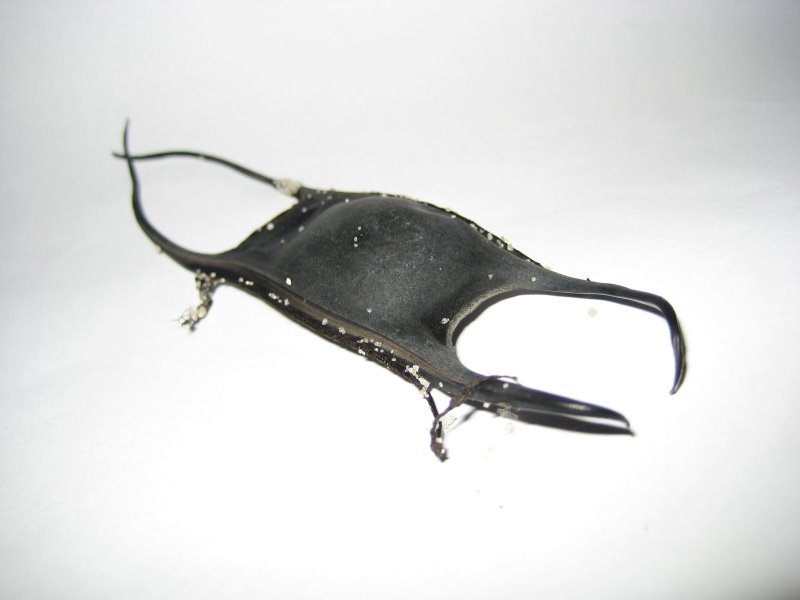
جزدان ابنة البحر (تنويه: ابنة البحر فصيحة= حورية البحر في كلام الناس), أو قشرة البيض الحامية للورنك

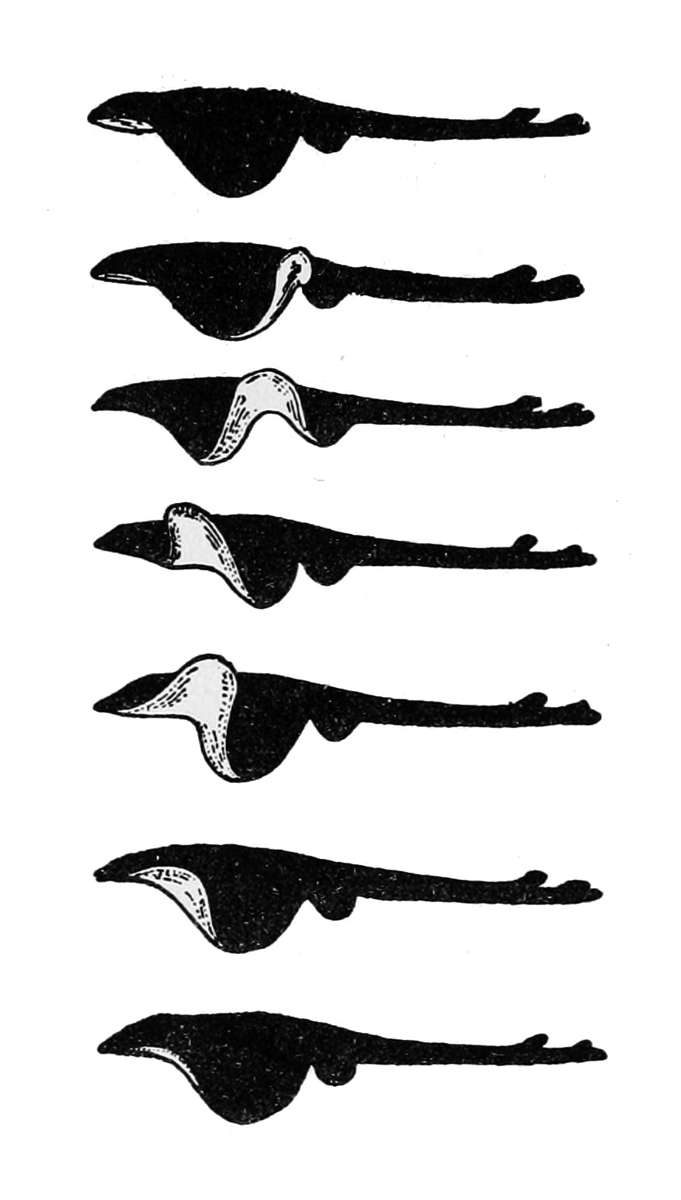
الورانك تسبح بزعانفها الحوضية